# Concerto tributo per i 70 anni di Nelson Mandela
Il Concerto tributo per i 70 anni di Nelson Mandela è stato un mega concerto pop rock dalla durata di 11 ore che ha avuto luogo l'11 giugno 1988 al Wembley Stadium di Londra, organizzato per chiedere la scarcerazione di Nelson Mandela nel giorno del suo 70º compleanno. L'evento è conosciuto anche con i nomi di Freedomfest, Free Nelson Mandela Concert e Mandela Day.
Il concerto è stato trasmesso in diretta televisiva per un'audience globale di 600 milioni di persone. Tuttavia nel paese di Mandela, l'Africa meridionale, ne è stata vietata la messa in onda dal governo dell'apartheid. Inoltre negli Stati Uniti la rete televisiva Fox ha effettuato pesanti censure sui discorsi e gli aspetti politici del concerto.

## Artisti e oratori
In ordine di apparizione:
- The Farafina Drummers
- Sting (presentato da Harry Belafonte) – If You Love Somebody Set Them Free, They Dance Alone (Cueca Solo), Every Breath You Take, Message in a Bottle
- George Michael (presentato da Lenny Henry) – Village Ghettoland, If You Were My Woman, Sexual Healing
- Sir Richard Attenborough - discorso
- Whoopi Goldberg e Richard Gere - discorso
- Eurythmics (presentati Richard Gere) – I Need a Man, There Must Be an Angel (Playing with My Heart), Here Comes the Rain Again, You Have Placed a Chill in My Heart, When Tomorrow Comes, Sweet Dreams (Are Made of This), Brand New Day
- Graham Chapman - discorso
- The Arnhemland Dancers
- Whoopi Goldberg - discorso
- Amabutho Male Chorus
- Lenny Henry - parodia di Michael Jackson
- Al Green (presentato da Lenny Henry) – Let's Stay Together
- Joe Cocker – Unchain My Heart
- Jonathan Butler - True Love Never Fails
- Freddie Jackson - Jam Tonight
- Ashford & Simpson - Ain't No Mountain High Enough
- Natalie Cole - Pink Cadillac
- Al Green, Joe Cocker, Jonathan Butler, Freddie Jackson, Ashford & Simpson, Natalie Cole - He's Got the Whole World in His Hand, Higher and Higher
- Stephen Fry e Hugh Laurie (Stand-up, presentati da Lenny Henry)
- Tracy Chapman (prima apparizione) - Why?, Behind the Wall, Talkin' 'bout a Revolution
- Wet Wet Wet (presentati par Daryl Hannah) - Wishing I Was Lucky
- Tony Hadley (degli Spandau Ballet) - A Harvest for the World
- Joan Armatrading - Love and Affection
- Midge Ure e Phil Collins - Peace and a Restless World
- Paul Carrack - How Long
- Fish - Kayleigh
- Paul Young - Don't Dream It's Over
- Curt Smith (dei Tears for Fears) - Everybody Wants to Rule the World
- Bryan Adams - Somebody
- Bee Gees - You Win Again, I've Gotta Get a Message to You
- Ali MacGraw e Philip Michael Thomas - Introduction for Jonas Gwangwa
- Jonas Gwangwa
- Salif Keïta (presentati da Lenny Henry)
- Youssou N'Dour - Pitche Mi
- Jackson Browne e Youssou N'Dour - When the Stone Begins to Turn
- Sly & Robbie e Aswad - Set Them Free
- Mahlathini and the Mahotella Queens
- UB40 (presentati da Gregory Hines) - Rat In Mi Kitchen, Red Red Wine
- UB40 e Chrissie Hynde - I Got You Babe, Breakfast in Bed, Sing Our Own Song
- Whoopi Goldberg - One Woman Show
- Tracy Chapman (seconda apparizione) - Fast Car, Across the Lines
- Billy Connolly - discorso
- Hugh Masekela/Miriam Makeba - Soweto Blues
- Miriam Makeba - Pata Pata
- Courtney Pine & IDJ Dancers
- Simple Minds (presentati da Emily Lloyd & Denzel Washington) - Waterfront, Summertime Blues (ft. Johnny Marr), Mandela Day, Sanctify Yourself, East at Easter, Alive and Kicking
- Peter Gabriel, Simple Minds - Biko
- Steven Van Zandt, Simple Minds, David Sanborn - Sun City
- Jerry Dammers, Simple Minds - Free Nelson Mandela
- Harry Enfield (Stand-up)
- Amampondo
- Whitney Houston (presentata da Corbin Bernsen e Jennifer Beals) - Didn't We Almost Have It All, Love Will Save the Day, So Emotional, Where Do Broken Hearts Go, How Will I Know, He/I believe (Duo con la madre Cissy Houston), I Wanna Dance with Somebody, Greatest Love of All
- Salt-n-Pepa (presentate da Meat Loaf) - Push It
- Derek B - Free Mandela
- Stevie Wonder - I Just Called to Say I Love You, discorso, Dark 'n' Lovely
- The Fat Boys e Chubby Checker - The Twist
- Harry Enfield (Stand-up)
- Billy Connolly (Stand-up)
- Dire Straits con Eric Clapton (chitarra) (presentati Billy Connolly) - Walk of Life, Sultans of Swing, Romeo and Juliet, Money for Nothing, Brothers in Arms, Wonderful Tonight (interpretata da Eric Clapton), Solid Rock
- Jessye Norman - Amazing Grace (Finale)

Appaiono anche Grupo Experimental de Dansa, H. B. Barnum, Mick Karn, Mark Kelly, Ray Lema, Steve Norman.